# Calista Liu
Calista Liu (Los Alamitos, 18 dicembre 2005) è una nuotatrice artistica statunitense.

## Palmarès
- Giochi olimpici

Parigi 2024: argento nella gara a squadre.
- Mondiali

Fukuoka 2023: argento nel combined
Doha 2024: bronzo nella gara a squadre acrobatico e nel programma libero.

### Coppa del Mondo
- 3 podi:
  - 2 secondi posti (2 nella gara a squadre)
  - 1 terzo posto (1 nella gara a squadre)